# Polo aquático nos Jogos Olímpicos
O polo aquático faz parte do programa dos Jogos Olímpicos desde a segunda edição em Paris 1900. O torneio feminino foi introduzido cem anos depois durante os Jogos de 2000, em Sydney.

## História
A Grã-Bretanha dominou a disputa da modalidade no início do século passado conquistando quatro das cinco primeiras edições do torneio olímpico. A partir da metade do século XX a equipe da Hungria despontou como potência no polo aquático com seis conquistas entre 1932 e 1976. Itália, Iugoslávia e União Soviética também se destacaram até a volta da Hungria ao topo do pódio olímpico ao conquistar três torneios masculinos seguidos entre 2000 e 2008. 
No feminino a Austrália conquistou a edição inaugural em 2000. Os Jogos Olímpicos de 2016, no Rio de Janeiro,  foram os primeiros a ter uma equipe sul-americana no polo aquático feminino (o Brasil teve direito a uma vaga por ser país-sede). Os Estados Unidos são a nação mais vitoriosa com três medalhas de ouro entre 2012 e 2020.

## Torneio masculino
| 1900 Detalhes | Paris            | Grã-Bretanha (Osborne Swimming Club)    | 7 – 2         | Bélgica (Brussels Swimming and Water Polo Club) | França (Libellule de Paris) França (Pupilles de Neptune de Lille) |               | [ 3 ]              |
| 1904 Detalhes | Saint Louis      | Estados Unidos (New York Athletic Club) |               | Estados Unidos (Chicago Athletic Association)   | Estados Unidos (Missouri Athletic Club)                           |               | [ 4 ]              |
| 1908 Detalhes | Londres          | Grã-Bretanha                            | 9 – 2         | Bélgica                                         | Suécia                                                            | [ 5 ]         | Países Baixos      |
| 1912 Detalhes | Estocolmo        | Grã-Bretanha                            | [ 6 ]         | Suécia                                          | Bélgica                                                           | [ 6 ]         | Áustria            |
| 1920 Detalhes | Antuérpia        | Grã-Bretanha                            | [ 7 ]         | Bélgica                                         | Suécia                                                            | [ 7 ]         |                    |
| 1924 Detalhes | Paris            | França                                  | [ 8 ]         | Bélgica                                         | Estados Unidos                                                    | [ 8 ]         | Suécia             |
| 1928 Detalhes | Amsterdã         | Alemanha                                | 5 – 2         | Hungria                                         | França                                                            | [ 9 ]         | Grã-Bretanha       |
| 1932 Detalhes | Los Angeles      | Hungria                                 | [ 10 ]        | Alemanha                                        | Estados Unidos                                                    | [ 10 ]        | Japão              |
| 1936 Detalhes | Berlim           | Hungria                                 | [ 11 ]        | Alemanha                                        | Bélgica                                                           | [ 11 ]        | França             |
| 1948 Detalhes | Londres          | Itália                                  | [ 11 ]        | Hungria                                         | Países Baixos                                                     | [ 11 ]        | Bélgica            |
| 1952 Detalhes | Helsinque        | Hungria                                 | [ 11 ]        | Iugoslávia                                      | Itália                                                            | [ 11 ]        | Estados Unidos     |
| 1956 Detalhes | Melbourne        | Hungria                                 | [ 11 ]        | Iugoslávia                                      | União Soviética                                                   | [ 11 ]        | Itália             |
| 1960 Detalhes | Roma             | Itália                                  | [ 11 ]        | União Soviética                                 | Hungria                                                           | [ 11 ]        | Iugoslávia         |
| 1964 Detalhes | Tóquio           | Hungria                                 | [ 11 ]        | Iugoslávia                                      | União Soviética                                                   | [ 11 ]        | Itália             |
| 1968 Detalhes | Cidade do México | Iugoslávia                              | 13 – 11 (pro) | União Soviética                                 | Hungria                                                           | 9 – 4         | Itália             |
| 1972 Detalhes | Munique          | União Soviética                         | [ 11 ]        | Hungria                                         | Estados Unidos                                                    | [ 11 ]        | Alemanha Ocidental |
| 1976 Detalhes | Montreal         | Hungria                                 | [ 11 ]        | Itália                                          | Países Baixos                                                     | [ 11 ]        | Romênia            |
| 1980 Detalhes | Moscou           | União Soviética                         | [ 11 ]        | Iugoslávia                                      | Hungria                                                           | [ 11 ]        | Espanha            |
| 1984 Detalhes | Los Angeles      | Iugoslávia                              | [ 11 ]        | Estados Unidos                                  | Alemanha Ocidental                                                | [ 11 ]        | Espanha            |
| 1988 Detalhes | Seul             | Iugoslávia                              | 9 – 7 (pro)   | Estados Unidos                                  | União Soviética                                                   | 14 – 13       | Alemanha Ocidental |
| 1992 Detalhes | Barcelona        | Itália                                  | 9 – 8 (pro)   | Espanha                                         | Equipe Unificada                                                  | 18 – 4        | Estados Unidos     |
| 1996 Detalhes | Atlanta          | Espanha                                 | 7 – 5         | Croácia                                         | Itália                                                            | 20 – 18 (pro) | Hungria            |
| 2000 Detalhes | Sydney           | Hungria                                 | 13 – 6        | Rússia                                          | Iugoslávia                                                        | 8 – 3         | Espanha            |
| 2004 Detalhes | Atenas           | Hungria                                 | 8 – 7         | Sérvia e Montenegro                             | Rússia                                                            | 6 – 5         | Grécia             |
| 2008 Detalhes | Pequim           | Hungria                                 | 14 – 10       | Estados Unidos                                  | Sérvia                                                            | 6 – 4         | Montenegro         |
| 2012 Detalhes | Londres          | Croácia                                 | 8 – 6         | Itália                                          | Sérvia                                                            | 12 – 11       | Montenegro         |
| 2016 Detalhes | Rio de Janeiro   | Sérvia                                  | 11 – 7        | Croácia                                         | Itália                                                            | 12 – 10       | Montenegro         |
| 2020 Detalhes | Tóquio           | Sérvia                                  | 13 – 10       | Grécia                                          | Hungria                                                           | 9 – 5         | Espanha            |
| 2024 Detalhes | Paris            | Sérvia                                  | 13 – 11       | Croácia                                         | Estados Unidos                                                    | 11 – 8        | Hungria            |

## Torneio feminino
| 2000 Detalhes | Sydney         | Austrália      | 4 – 3        | Estados Unidos | Rússia         | 4 – 3                     | Países Baixos  |
| 2004 Detalhes | Atenas         | Itália         | 10 – 9 (pro) | Grécia         | Estados Unidos | 6 – 5                     | Austrália      |
| 2008 Detalhes | Pequim         | Países Baixos  | 9 – 8        | Estados Unidos | Austrália      | 9 – 9 (pro) (3 – 2 pen)   | Hungria        |
| 2012 Detalhes | Londres        | Estados Unidos | 8 – 5        | Espanha        | Austrália      | 13 – 11 (pro)             | Hungria        |
| 2016 Detalhes | Rio de Janeiro | Estados Unidos | 12 – 5       | Itália         | Rússia         | 12 – 12 (pro) (7 – 6 pen) | Hungria        |
| 2020 Detalhes | Tóquio         | Estados Unidos | 14 – 5       | Espanha        | Hungria        | 11 – 9                    | ROC            |
| 2024 Detalhes | Paris          | Espanha        | 11 – 9       | Austrália      | Países Baixos  | 11 – 10                   | Estados Unidos |

## Quadro de medalhas geral
| Ordem | País                    | Medalha de ouro | Medalha de prata | Medalha de bronze |     |
| ----- | ----------------------- | --------------- | ---------------- | ----------------- | --- |
| 1     | HUN Hungria             | 9               | 3                | 5                 | 17  |
| 2     | ITA Itália              | 4               | 3                | 3                 | 10  |
| 3     | GBR Grã-Bretanha        | 4               | 0                | 0                 | 4   |
| 4     | USA Estados Unidos      | 3               | 5                | 5                 | 13  |
| 5     | YUG Iugoslávia          | 3               | 4                | 1                 | 8   |
| 6     | SRB Sérvia              | 3               | 0                | 2                 | 5   |
| 7     | ESP Espanha             | 2               | 3                | 0                 | 5   |
| 8     | URS União Soviética     | 2               | 2                | 3                 | 7   |
| 9     | CRO Croácia             | 1               | 3                | 0                 | 4   |
| 10    | GER Alemanha            | 1               | 2                | 0                 | 3   |
| 11    | AUS Austrália           | 1               | 1                | 2                 | 4   |
| 12    | FRA França              | 1               | 0                | 3                 | 4   |
| 12    | NED Países Baixos       | 1               | 0                | 3                 | 4   |
| 14    | BEL Bélgica             | 0               | 4                | 2                 | 6   |
| 15    | GRE Grécia              | 0               | 2                | 0                 | 2   |
| 16    | RUS Rússia              | 0               | 1                | 3                 | 4   |
| 17    | SWE Suécia              | 0               | 1                | 2                 | 3   |
| 18    | SCG Sérvia e Montenegro | 0               | 1                | 0                 | 1   |
| 19    | FRG Alemanha Ocidental  | 0               | 0                | 1                 | 1   |
| 19    | EUN Equipa Unificada    | 0               | 0                | 1                 | 1   |
| Total | Total                   | 35              | 35               | 36                | 106 |

### Masculino
| Ordem | País                    | Medalha de ouro | Medalha de prata | Medalha de bronze |    |
| ----- | ----------------------- | --------------- | ---------------- | ----------------- | -- |
| 1     | HUN Hungria             | 9               | 3                | 4                 | 16 |
| 2     | GBR Grã-Bretanha        | 4               | 0                | 0                 | 4  |
| 3     | YUG Iugoslávia          | 3               | 4                | 1                 | 8  |
| 4     | ITA Itália              | 3               | 2                | 3                 | 8  |
| 5     | SRB Sérvia              | 3               | 0                | 2                 | 5  |
| 6     | URS União Soviética     | 2               | 2                | 3                 | 7  |
| 7     | CRO Croácia             | 1               | 3                | 0                 | 4  |
| 8     | GER Alemanha            | 1               | 2                | 0                 | 3  |
| 9     | ESP Espanha             | 1               | 1                | 0                 | 2  |
| 10    | FRA França              | 1               | 0                | 3                 | 4  |
| 11    | BEL Bélgica             | 0               | 4                | 2                 | 6  |
| 12    | USA Estados Unidos      | 0               | 3                | 4                 | 7  |
| 13    | SWE Suécia              | 0               | 1                | 2                 | 3  |
| 14    | RUS Rússia              | 0               | 1                | 1                 | 2  |
| 15    | GRE Grécia              | 0               | 1                | 0                 | 1  |
| 15    | SCG Sérvia e Montenegro | 0               | 1                | 0                 | 1  |
| 17    | NED Países Baixos       | 0               | 0                | 2                 | 2  |
| 18    | FRG Alemanha Ocidental  | 0               | 0                | 1                 | 1  |
| 18    | EUN Equipa Unificada    | 0               | 0                | 1                 | 1  |
| Total | Total                   | 28              | 28               | 29                | 85 |

### Feminino
| Ordem | País               | Medalha de ouro | Medalha de prata | Medalha de bronze |    |
| ----- | ------------------ | --------------- | ---------------- | ----------------- | -- |
| 1     | USA Estados Unidos | 3               | 2                | 1                 | 6  |
| 2     | ESP Espanha        | 1               | 2                | 0                 | 3  |
| 3     | AUS Austrália      | 1               | 1                | 2                 | 4  |
| 4     | ITA Itália         | 1               | 1                | 0                 | 2  |
| 5     | NED Países Baixos  | 1               | 0                | 1                 | 2  |
| 6     | GRE Grécia         | 0               | 1                | 0                 | 1  |
| 7     | RUS Rússia         | 0               | 0                | 2                 | 2  |
| 8     | HUN Hungria        | 0               | 0                | 1                 | 1  |
| Total | Total              | 7               | 7                | 7                 | 21 |